# 池田亮司
池田 亮司（いけだ りょうじ、1966年 - ）は、フランス・パリで活動する日本の電子音楽、実験音楽のミュージシャン、現代美術作家。岐阜県出身。パフォーマンス集団ダムタイプ（Dumb Type）の舞台音楽も担当している。超音波や周波数などに焦点を当てた、物理的・数学的アプローチを多用し、音楽や視覚芸術作品を生み出している。

## ディスコグラフィー

### アルバム
- 1000 fragments （1995年 Cci recordings）
- +/- （1997年 Touch）
- Time and Space （1998年 Staalplaat）
- 0°C （1998年 Touch）
- Mort Aux Vaches （1999年 Mort Aux Vaches）
- matrix （2001年 Touch）
- op. （2003年 Touch）
- dataplex （2005年 Raster-Noton）
- See You At Regis Debray (Original Soundtrack Recording) （2008年 Syntax (2)）
- test pattern （2008年 Raster-Noton.CCI Recordings）
- cyclo （2008年 Raster Music) - Cyclo名義, Carsten Nicolaiとの共同製作
- Dataphonics (2010年 Dis Voir)
- supercodex (2013年 Raster-Noton)
- Live at White Cube (with Christian Marclay; The Vinyl Factory, White Cube, 2015)
- The Solar System (2015年 The Vinyl Factory)
- code name: A to Z (2017年 The Vinyl Factory)
- music for percussion (2017年 The Vinyl Factory)
- music for percussion (2018年 codex | edition)

### DVD
- formula （2004年 Forma）

## 出版物
- formula [book + dvd] (NTT出版株式会社, 2002 & Forma, 2005)
- V≠L (Éditions Xavier Barral, 2008)
- +/- [the infinite between 0 and 1] (株式会社エスクィア マガジン ジャパン, 2009)
- dataphonics book+cd (Éditions DIS VOIR, 2010)
- id (with Carsten Nicolai as Cyclo.; gestalten, 2011)
- datamatics book (Charta, 2012)
- Ryoji Ikeda: micro | macro, 2015. Exhibition Catalogue. (ZKM Karlsruhe, NINO Druck, Neustadt/Weinstraße, 2015)
- Ryoji Ikeda | continuum (Éditions Xavier Barral, 2018)

## 展覧会

### 個展
2002年
- 「db」, NTTインターコミュニケーション・センター (ICC), 東京, 日本 (curated by 畠中実)[1]

2007年
- 「data.tron [prototype]」, De Vleeshal, ミデルブルグ, オランダ

2008年
- 「datamatics」, 山口情報芸術センター (YCAM), 日本 (curated by 阿部一直)
- 「spectra」, dream amsterdam 2008, アムステルダム, オランダ
- 「data.tron」, MIC Toi Rerehiko, Media and Interdisciplinary Arts Centre, オークランド, ニュージーランド
- 「V≠L」, Le Laboratoire, パリ, フランス (curated by Caroline Naphegyi)

2009年
- 「data.tron [8K enhanced version]」, Ars Electronica Center, リンツ, オーストリア
- 「+/- [the infinite between 0 and 1]」, 東京都現代美術館 東京, 日本 (curated by 長谷川祐子)[2]
- 「data.tron/data.scan」, Surrey Art Gallery, バンクーバー, カナダ (curated by Jordan Strom)[3]
- 「data.tron」, Ikon Gallery, バーミンガム, イギリス (curated by Nigel Prince)[4]

2010年
- 「spectra [barcelona]」, Grec Barcelona Festival and Sonár, バルセロナ, スペイン
- 「the transcendental」, French Institute Alliance Française, ニューヨーク, アメリカ[5]
- 「Ryoji Ikeda」, ギャラリー小柳, 東京, 日本
- 「test pattern [nº3]」, Théâtre de Gennevilliers, ジュヌヴィリエ, フランス

2011年
- 「the transfinite」, Park Avenue Armory, ニューヨーク, アメリカ (curated by Kristy Edmunds)[6]
- 「datamatics」, Museo de Arte, Universidad Nacional de Colombia, ボゴタ, コロンビア (curated by Maria Belen Saez de Ibarra)

2012年
- 「db」, Hamburger Bahnhof, ベルリン, ドイツ (curated by Ingrid Buschmann and Gabriele Knapstein)
- 「datamatics」, LABoral Centro de Arte y Creación Industrial, ヒホン, スペイン (curated by Benjamin Weil)
- 「data.anatomy [civic]」, KRAFTWERK, ベルリン, ドイツ
- 「Ryoji Ikeda」, DHC/ART, モントリオール, カナダ (curated by John Zeppetelli)[7]

2013年
- 「data.scan [nº1-9]」, MU and STRP Biennale, アイントホーフェン, オランダ[8]
- 「test pattern [nº4]」, FRAC Franche- Comté, ブザンソン, フランス[9]
- 「test pattern [nº5]」, Carriageworks/ISEA2013/VividSydney, シドニー, オーストリア[10]
- 「data.tron [3 SXGA+ version]」, Wood Street Galleries, ピッツバーグ, アメリカ[11]
- 「data.path」, Espacio Fundación Telefónica, マドリード, スペイン[12]
- 「systematics」, ギャラリー小柳, 東京, 日本

2014年
- 「supersymmetry」, 山口情報芸術センター (YCAM), 日本[13]
- 「C⁴I [screening version]」, Musée d’art contemporain de Montréal, カナダ[14]
- 「supersymmetry」, le lieu unique, ナント, フランス
- 「test pattern [times square]」, Times Square, ニューヨーク, アメリカ[15]
- 「Ryoji Ikeda」, Salon 94, アメリカ, ニューヨーク[16]
- 「test pattern [nº6]」, Red Bull Music Academy – スパイラルホール, 東京, 日本[17]
- 「Ryoji Ikeda」, House of Electronic Arts Basel (HeK), 中国[18]

2015年
- 「data.tron/data.scan」, SCAD Museum of Art, サバンナ, アメリカ[19]
- 「supersymmetry」, The Vinyl Factory, ロンドン, イギリス[20]
- 「micro | macro」, ZKM, カールスルーエ, ドイツ[21]
- 「datamatics」, Espai d’art contemporani de Castelló, スペイン[22]
- 「supersymmetry」, KUMU Art Museum, タリン, エストニア[23]

2016年
- 「data.matrix [nº1-10]」, Wood Street Galleries, ピッツバーグ, アメリカ
- 「data.scape」, ICC Sydney, シドニー, オーストラリア

2017年
- 「π, e, ø」, Almine Rech Gallery, Grosvenor Hill, ロンドン, イギリス[24]
- 「π, e, ø」, Almine Rech Gallery, パリ, フランス[25]

2018年
- 「Ryoji Ikeda | continuum」, Centre Pompidou, パリ, フランス[26]
- 「micro | macro」, Carriageworks, シドニー, オーストラリア[27]
- 「Ryoji Ikeda: code-verse」, Garage Museum of Contemporary Art, モスクワ, ロシア
- 「Ryoji Ikeda」, Eye Filmmuseum, アムステルダム, オランダ[28]

## 受賞
- ゴールデン・ニカ賞（デジタルミュージック部門）, アルス・エレクトロニカ, オーストリア, 2001年
- Giga-Hertz-Award（サウンドアート部門）, カールスルーエ・アート・アンド・メディア・センター, ドイツ (共同受賞 Carsten Nicolai), 2012年
- Prix Ars Electronica Collide@CERN Award, アルス・エレクトロニカ＋欧州原子核研究機構（CERN）(アーティストインレジデンス), オーストリア/スイス, 2014−15年
- 第70回芸術選奨文部科学大臣賞（メディア芸術部門）,日本,2020年[29][30]